# 克罗伊兹-陶布离子

克罗伊兹-陶布离子

克罗伊兹-陶布离子是化学式为[Ru(NH3)5]2(C4H4N2)5+的配阳离子。该配离子被用于研究内层电子转移的细节，即电子如何从一个金属配合物转移到另一个金属配合物。该离子由其发现者卡羅爾·克羅伊茨及其论文导师亨利·陶布命名，导师在电子转移上的有关发现获得了诺贝尔化学奖。